# 대구동신초등학교
대구동신초등학교는 대한민국 대구광역시 동구 신암동에 있는 공립 초등학교이다.

## 역사
- 1970년 9월 1일 대구동신초등학교 개교 초대 박달희 교장 취임(23학급)
- 1974년 2월 18일 제1회 졸업
- 1996년 3월 1일 대구동신초등학교로 교명 변경
- 1996년 3월 1일 병설유치원 개원(1학급)
- 1997년 3월 1일 병설 유치원 1학급 증설(2학급)
- 1999년 7월 20일 송라 문화관 준공
- 2000년 7월 12일 후관 건물 준공
- 2007년 11월 20일 동신규장각 개관
- 2010년 2월 4일 제14회 병설 유치원 졸업(졸업생 총수 756명)
- 2010년 2월 11일 제37회 졸업(졸업생 총수 14,030명)
- 2010년 3월 1일 병설유치원 편성(2학급)
- 2010년 3월 1일 34학급 편성(특수 1 포함)
- 2010년 9월 28일 동신 영어체험교실 구축
- 2011년 2월 10일 제15회 병설 유치원 졸업(졸업생 총수 788명)
- 2011년 2월 16일 제38회 졸업(졸업생 총수 14,182명)
- 2011년 3월 1일 제18대 신윤식 교장 취임
- 2011년 3월 1일 32학급 편성(특수 1 포함)
- 2011년 7월 1일 교육복지실, 학교급식실 개소
- 2012년 2월 10일 제16회 병설유치원 졸업(졸업생 총수 806명)
- 2012년 2월 16일 제39회 졸업(졸업생 총수 14,340명)
- 2012년 3월 1일 32학급 편성(특수 2 포함)
- 2013년 2월 8일 제17회 병설유치원 졸업(졸업생 총수 845명)
- 2013년 2월 14일 제40회 졸업(졸업생 총수 14,501명)
- 2014년 2월 6일 제18회 병설유치원 졸업(졸업생 총수 873명)
- 2014년 2월 14일 제41회 졸업(졸업생 총수 14,618명)
- 2014년 3월 1일 제19대 김병태 교장 취임 34학급 편성(특수 2 포함)
- 2014년 9월 1일 동신오케스트라 창단
- 2015년 2월 10일 제19회 병설유치원 졸업(졸업생 총수 900명)
- 2015년 2월 13일 제42회 졸업(졸업생 총수 14,729명)
- 2015년 3월 2일 33학급 편성(특수 2 포함)
- 2016년 2월 2일 제20회 병설유치원 졸업 (졸업생 총수 938명)
- 2016년 2월 4일 제43회 졸업 (졸업생 총수 14,847명)
- 2016년 3월 2일 34학급 편성 (특수 1 포함)
- 2017년 2월 15일 제44회 졸업 (졸업생 총수 14,955명)
- 2017년 3월 2일 33학급 편성 (특수 1 포함)

## 참고 자료
- 대구동신초등학교 - 한국교육학술정보원 학교알리미